# Arasch

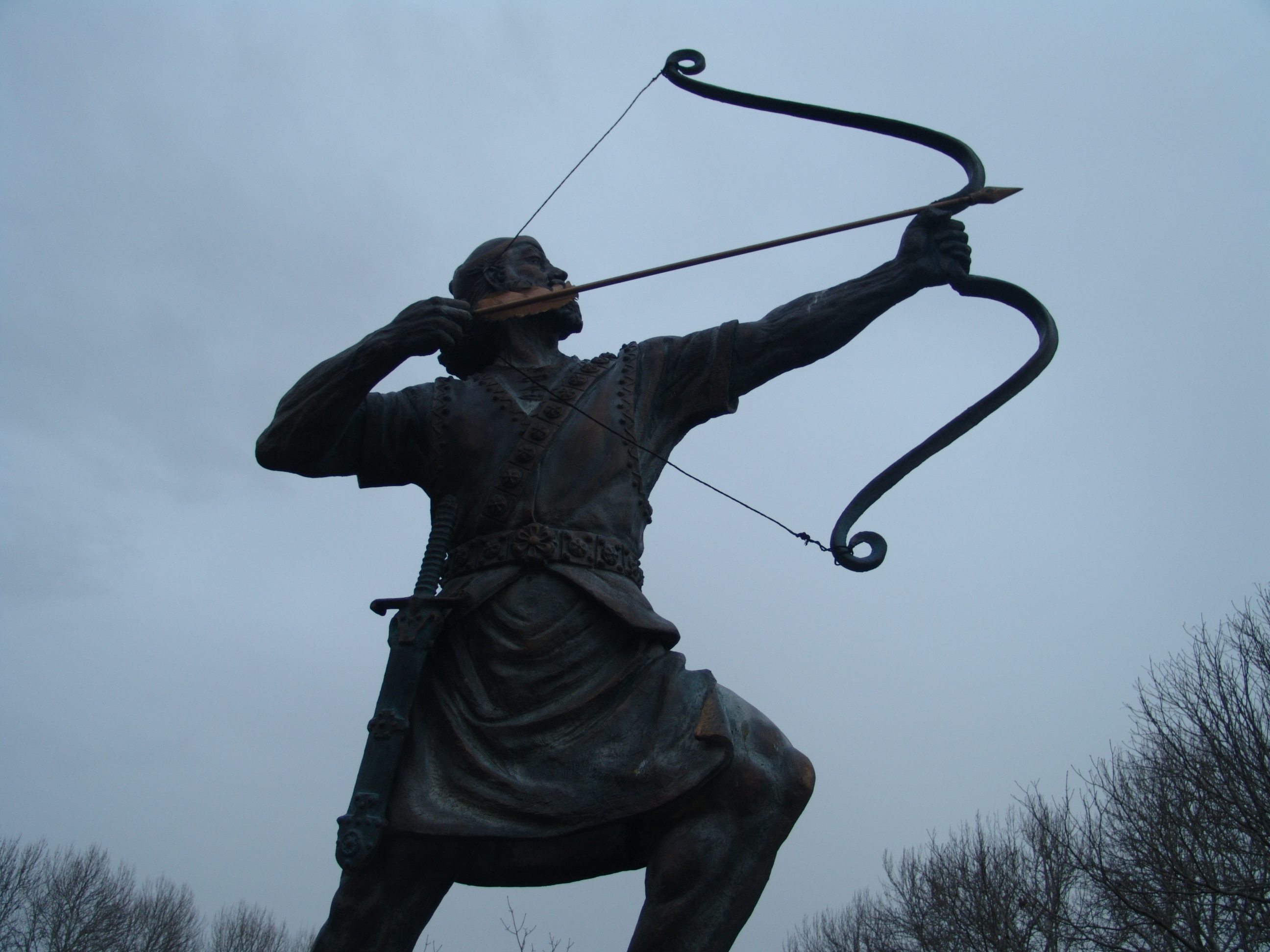
Statue des Ārasch, Saadabad-Palastanlage, Teheran

Arasch oder Kay Ārasch (wörtl. ‚König Ārasch‘), in lateinischer Schrift im Englischen überwiegend als Ārash (persisch آرش [ɒːˈraʃ]), ist ein mythischer Held der iranischen Mythologie. König Ärasch wurde mit dem mythischen König der Avesta Kavi Arschan, wörtlich Beherrscher von Arshan (Avesta), gleichgesetzt. Der historische Ärasch muss daher unmittelbar vor der Achämenidendynastie angesetzt werden, während der avestische Kavi Arshan ein Titel ist, den sich der Eroberer von Arshan rund 1000 Jahre früher gab. Die persische Literatur hat hier eine rund 1000-jährige Lücke, die geschickt durch das Wortspiel verdeckt wurde. Ob Kay Ārasch auch ein Titel ist oder nicht, ist dabei nicht klar, vermutlich ist es ein Beiname.

## Die Legende
Ārasch war ein Bruder Kai Kawus’. Der Legende nach opferte er sich im Krieg gegen Turan, um die Grenzen des antiken Iran in Zentralasien zu verteidigen. Die Legende vom „Bogenschützen Ārash“ hat ihren Ursprung – wie die meisten iranischen Volkssagen – im avestischen Zentralasien (siehe: Chorasan, Transoxanien).
Der Legende nach standen die Iraner kurz vor einer Niederlage und die Heere Turans waren bis zum Ufer des Kaspischen Meeres vorgedrungen. Um die Iraner zu demütigen, boten die Turanier ihnen an, einer ihrer besten Männer solle einen Pfeil abschießen, der dann die Grenze zwischen Iran und Turan bestimmen sollte. Der Krieger Ārasch meldete sich freiwillig und bat den Gott Ahura Mazda um Beistand. In diesem Moment verschmolz Āraschs Seele mit dem magischen Pfeil, sein Körper fiel zu Boden und starb, und der Pfeil flog, angetrieben vom Geist Ahura Mazdas, vom Südufer des Kaspischen Meeres über 2500 km in die Steppen Zentralasiens. So wurde diese Region für Jahrhunderte die von Ahura Mazda beschützte Grenze zwischen den Iraniern und den Völkern Turans.

## Bedeutung und Wurzeln
Ārasch ist einer der beliebtesten Helden der iranischen Mythologie. Sein Name ist gleichzeitig ein Synonym für „Pfeilspitze“, „Mut“ und „Klugheit“. Ihm zu Ehren feiert man noch heute das Tirgān-Fest.
Die Prinzen Kāūs und Ārasch werden in den Schriften Zarathustras erwähnt. Vermutlich gehörten sie zu einem Adelsstamm der Arier, die ca. 2500 v. Chr. in Zentralasien und ins Hochland von Iran einwanderten und Vorfahren der Baktrier und Sogdier wurden, und somit die Vorfahren der heutigen Perser bzw. Tadschiken.
Der Name Ārasch leitet sich womöglich aus dem avestischen Wort arshan ab, der legendären Stadt der Urväter, die „mutig“ und „tapfer“ ihre Unabhängigkeit erlangte und damit den Anfang der persischen Geschichtsschreibung einleitete.
Somit setzte man arschan bald mit arsha, dem Mut gleich.